# Hulla-ház
A Hulla-ház (eredetileg angolul: Dead Set) egy angol televíziós horrorsorozat, amely 2008 októberében került adásra az E4 csatornán. Rendezője Yann Demange. Műfaja szerint mini-sorozat.
A történet fő helyszíne az angol Big Brother ház, ahol a cselekmények kezdetekor kiszavazást tartanak. A cselekmény mindhárom szála valamilyen módon ide köthető, rögtön a történet fő szálát is itt követheti a néző, amikor az eddig bohóckodó szereplőknek és a házba menekülő háttérmunkásnak (Kellynek) a saját, és sokszor egymás életéért kell harcolnia az élőhalottak ellen. A második szálon Kelly barátja, Alex, és Riq, a mindenre lövő középkorú nő útja látható, ahogy a BB-házba igyekeznek eljutni. A történet harmadik szála szolgáltatja a sorozat fő humorát, ahol egy élőhalott beszorítja a BB korántsem figyelmes producerét (Patrick) és egy kiszavazott, csinos és finnyás bentlakó hölgyet (Pippa) a stúdió egyik irodájába, néhány süteménnyel, és egy üveg pezsgővel.

## Történet
Miközben a Big Brother valóságshow-ban a kiszavazás zajlik, Angliában elszabadul a pokol, zavargásról érkeznek hírek szerte az országból. A producer Patrick és asszisztense megpróbálják fenntartani a rendet, miközben a házban senki sem tudja, mi történik a külvilágban. A műsorvezető Kelly nem fogadja a barátja, Riq hívásait, aki egy vasútállomáson rekedt. Sophie, a BB-lakó Pippa mamája egy sofőrrel a stúdióba igyekszik. Amikor megállnak egy összetört kocsinál, a sofőrt megtámadja egy zombi. Mire a stúdióhoz érnek, átváltoznak, és rátámadnak a biztonsági őrre. Pippa a következő kieső. Amikor elhagyja a házat, a sérült őr betör a többiek közé.Egy zombival való találkozás után Riq egy benzinkútnál rejtőzik el. A másik túlélő, Alex fegyverrel kényszeríti, hogy élelmiszert szedjen össze, majd a tengerpart felé indulnak a nő autóján. A kocsi lerobban, és hamarosan zombik gyűrűjében találják magukat. Végül sikerül bemenekülniük a közeli, elhagyott házba. Patrick és Pippa a zöld szobában ragad. Képtelenek kapcsolatot teremteni a külvilággal. Az idő múlásával egyre nehezebben viselik a bezártságot. A zombivá változott Davina folytatja a portyázást a folyosón, miközben megpróbál erőszakos módon bejutni a szobába.
Riq el akar jutni Kellyhez. Meggyőzi Alexet, hogy a biztonságot jelentő házból menjenek a stúdióba, induljanak el csónakkal a folyón. Miközben Alex kinyitja a kaput, egy zombi megharapja. Mivel tudja, hogy át fog változni, egy fejszét ad a férfinak, hogy ölje meg őt. Patrick és Pippa megöli az élőhalott Davinát, és eljutnak a stúdió vezérlőtermébe. A mikrofonrendszeren keresztül kommunikálni tudnak a bentiekkel, Kellyvel és a többiekkel. Kelly és Space találkozik Patrickkal és Pippával, közben elintézik az élőhalott Briant. Mivel a zombik körbevették őket, Patrick meglepő tervvel áll elő.

## Epizódok
| Epizódok | Játékidő (tv adásban) | Eredeti sugárzás  |
| -------- | --------------------- | ----------------- |
| 1.       | 45 perc               | 2008. október 27. |
| 2.       | 25 perc               | 2008. október 28. |
| 3.       | 25 perc               | 2008. október 29. |
| 4.       | 25 perc               | 2008. október 30. |
| 5.       | 25 perc               | 2008. október 31. |